# Saccharum villosum
Saccharum villosum là một loài thực vật có hoa trong họ Hòa thảo. Loài này được Steud. miêu tả khoa học đầu tiên năm 1854.